# Maria Aebersold
Maria Aebersold (geborene Maria Hufschmid; * 6. November 1908 in Basel; † 1. Januar 1982 in Basel oder Binningen) war eine Schweizer Schriftstellerin und Journalistin.

## Leben und Wirken
Maria Aebersold studierte an der Universität Leiden und lebte nach der Heirat 1929 zehn Jahre in Indonesien. Sie «schrieb in Mundart humorvolle Erzählungen und andere Prosatexte mit Bezug auf Basel sowie Kinderbücher». Sie war zudem Organistin, schrieb Zeitungskolumnen und arbeitete regelmässig beim Radio. Ihre Werke Die verzauberte Trommel und Vom Himmel, vom Meer, von irgendwo wurden ins Englische übersetzt.

## Werke (Auswahl)
- Weithin klingen frohe Lieder : Erlebnisse auf den Sangi-Inseln <Niederländisch Indien>. Basler Missionsbuchhandlung, Basel [1941].
- Basler kommen mit Trommeln zur Welt: Lausmädchengeschichten. Illustrationen: Lis Boehner. Pharos-Verlag, Hansrudolf Schwabe, Basel 1970.